# Liga de Ascenso de El Salvador
La Segunda División de El Salvador —conocida como Liga de Plata o Liga de Ascenso por motivos de patrocinio, y oficialmente como Segunda División de Fútbol Profesional— es la segunda categoría del sistema de ligas de El Salvador. La organiza desde 1984 la Federación Salvadoreña de Fútbol (FESFUT). Se disputa desde la temporada 1950-51, viéndose interrumpida en una ocasión, en 2020, debido a la Pandemia de COVID-19.

## Sistema de competición
El torneo de la Liga de Ascenso, está conformado en dos partes:
- Fase regular: Se integra por las 18 jornadas del torneo.
- Fase final: Se integra por los partidos de cuartos de final, semifinal y final.

### Fase regular
En la fase de clasificación se observará el sistema de puntos. La ubicación en la tabla general está sujeta a lo siguiente:
- Por juego ganado se obtendrán tres puntos.
- Por juego empatado se obtendrá un punto.
- Por juego perdido no se otorgan puntos.

En esta fase participan los 20 clubes de la Liga de Ascenso jugando en cada torneo 18 jornadas respectivas, a visita recíproca según el grupo que pertenece.
El orden de los clubes al final de la fase de calificación del torneo corresponderá a la suma de los puntos obtenidos por cada uno de ellos y se presentará en forma descendente. Si al finalizar las 18 jornadas del torneo, dos o más clubes estuviesen empatados en puntos, su posición en la tabla general será determinada atendiendo a los siguientes criterios de desempate:
1. Mayor diferencia positiva general de goles. Este resultado se obtiene mediante la sumatoria de los goles anotados a todos los rivales, en cada campeonato menos los goles recibidos de estos.
2. Mayor cantidad de goles a favor, anotados a todos los rivales dentro de la misma competencia.
3. Mejor puntuación particular que hayan conseguido en las confrontaciones particulares entre ellos mismos.
4. Mayor diferencia positiva particular de goles, la cual se obtiene sumando los goles de los equipos empatados y restándole los goles recibidos.
5. Mayor cantidad de goles a favor que hayan conseguido en las confrontaciones entre ellos mismos.
6. Como última alternativa, el comité de competición realizaría un sorteo para el desempate.

### Fase final
Los ocho clubes calificados para esta fase del torneo serán reubicados de acuerdo con el lugar que ocupen en la tabla general al término de la jornada 18, con el puesto del número uno al club mejor clasificado, y así hasta el número cuatro de cada grupo. Los partidos a esta fase se desarrollarán a visita, en las siguientes etapas:
- Cuartos de final
- Semifinales
- Final

Los clubes vencedores en los partidos de cuartos de final y semifinal serán aquellos que en los dos juegos anoten el mayor número de goles. De existir empate en el número de goles anotados, se observará la posición de los clubes en la tabla general de clasificación.
El club vencedor de la final y por lo tanto campeón, será aquel que en los dos partidos anote el mayor número de goles. Si al término del tiempo reglamentario el partido está empatado, se agregarán dos tiempos extras de 15 minutos cada uno. De persistir el empate en estos periodos, se procederá a lanzar tiros penales hasta que resulte un vencedor.

Los partidos de cuartos de final se jugarán de la siguiente manera:
En las semifinales participarán los cuatro clubes vencedores de cuartos de final, enfrentándose:
Disputarán el título de campeón del Torneo de Apertura, los dos clubes vencedores de la fase semifinal correspondiente, reubicándolos del uno al dos, de acuerdo a su mejor posición en la tabla general de clasificación.

## Equipos participantes Temporada 2025-26
| Equipo                    | Sede                                    | Estadio                           | Aforo  |
| ------------------------- | --------------------------------------- | --------------------------------- | ------ |
| ADET - Aruba FC           | Acajutla, Sonsonate                     | Cancha Hacienda El Tránsito       | 10,000 |
| CD Atlético Balboa        | La Unión                                | Estadio Marcerlino Imbers         | 20,000 |
| AD Batanecos              | San Sebastián, San Vicente              | Estadio José Francisco Molina     | 8,300  |
| CD Cruzeiro               | San Cayetano Istepeque, San Vicente     | Por definir                       | 6,400  |
| CD Dragón                 | San Miguel                              | Estadio Municipal de Quelepa      | 13,200 |
| AD Espartano              | San Julián, Sonsonate                   | Polideportivo Helen Arias         | 9,000  |
| CD Fuerte Aguilares       | Aguilares, San Salvador                 | Complejo Deportivo Mario Jovel    | 5,000  |
| CD Inca                   | Entre Ríos, Lourdes, Colón, La Libertad | Cancha San Isidro                 | 2,000  |
| AD Juventud Independiente | San Juan Opico, La Libertad             | Complejo Deportivo San Juan Opico | 5,000  |
| CD Neo Pipil              | San Juan Nonualco, La Paz               | Estadio San Juan Nonualco         | 4,000  |
| C.D. Olímpico Litoral     | Loma Larga, La Unión                    | Complejo Deportivo Rafael López   | 13,000 |
| CD Pipil                  | Cacaopera, Morazán                      | Estadio Vicente Paul Fuentes      | 7,000  |
| Sensunte Cabañas FC       | Sensuntepeque, Cabañas                  | Polideportivo Sensuntepeque       | 13,000 |
| CD Talleres Junior        | El Coyolito, Tejutla, Chalatenango      | Estadio Gregorio Martínez         | 12,700 |

## Historial de Campeones en Segunda División
| Temporada      | Campeón                           | Subcampeón                         | Ascendido(s) a la Primera División                     | Descendido(s) de la Primera División                                                     |  |
| Torneos largos | Torneos largos                    | Torneos largos                     | Torneos largos                                         | Torneos largos                                                                           |  |
| -------------- | --------------------------------- | ---------------------------------- | ------------------------------------------------------ | ---------------------------------------------------------------------------------------- |  |
| 1949-50        | Grupo Intur (1)                   | AD Masahuat (2)                    | Grupo Intur                                            | Ver listaCD Santa Anita Alianza FC                                                       |  |
| 1950-51        | H-13 (1)                          | Leones FC (1)                      | H-13                                                   | No hubo                                                                                  |  |
| 1951-52        | AD Atlante (1)                    | Leones FC (2)                      | AD Atlante                                             | Ver listaCD Águila Sonsonate FC CD Olímpico Litoral                                      |  |
| 1952-53        | Asturias Municipal (1)            | H-13 (1)                           | Asturias Municipal                                     | No hubo                                                                                  |  |
| 1953-54        | CD Santa Anita (1)                | CD 11 Municipal (1)                | CD Santa Anita                                         | Leones FC                                                                                |  |
| 1954-55        | H-13 (2)                          | Leones FC (3)                      | H-13                                                   | No hubo                                                                                  |  |
| 1955-56        | Quequeisque FC (1)                | CD Luis Ángel Firpo (1)            | Quequeisque FC                                         | H-13                                                                                     |  |
| 1956-57        | Leones FC (1)                     | CD Universidad Gerardo Barrios (1) | Leones FC                                              | H-13                                                                                     |  |
| 1957-58        | CD Águila (1)                     | Alianza FC (1)                     | Ver listaCD Águila Alianza FC                          | Asturias Municipal                                                                       |  |
| 1958-59        | AD Atlante (2)                    | Leones FC (4)                      | AD Atlante                                             | Ver listaCD Luis Ángel Firpo CD Universidad de El Salvador                               |  |
| 1959-60        | CD 11 Municipal (1)               | Quequeisque FC (1)                 | CD 11 Municipal                                        | Independiente FC                                                                         |  |
| 1960-61        | CD Luis Ángel Firpo (1)           | CD Santa Anita (1)                 | CD Luis Ángel Firpo                                    | Leones FC                                                                                |  |
| 1961-62        | CD Telecomunicaciones (1)         | CD Luis Ángel Firpo (2)            | CD Telecomunicaciones                                  | CD Santa Anita                                                                           |  |
| 1962-63        | CD Universidad de El Salvador (1) | CD 11 Municipal (2)                | CD Universidad de El Salvador                          | CD Luis Ángel Firpo                                                                      |  |
| 1963-64        | CD Adler San Nicolás (1)          | Gatos de Monterrey (1)             | Gatos de Monterrey                                     | CD Dragón                                                                                |  |
| 1964-65        | Quequeisque FC (2)                | Sonsonate FC (5)                   | Quequeisque                                            | Gatos de Monterrey                                                                       |  |
| 1965-66        | CD Luis Ángel Firpo (2)           | CD Adler San Nicolás (1)           | CD Luis Ángel Firpo                                    | Quequeisque FC                                                                           |  |
| 1966-67        | Sonsonate FC (2)                  | Quequeisque FC (2)                 | Sonsonate FC                                           | AD Atlante                                                                               |  |
| 1967-68        | CD Luis Ángel Firpo (3)           | AD Atlante (1)                     | CD Luis Ángel Firpo                                    | CD Luis Ángel Firpo                                                                      |  |
| 1968-69        | Atlético Bayern (1)               | Sonsonate FC (6)                   | Atlético Bayern                                        | No hubo                                                                                  |  |
| 1969-70        | AD Atlante (3)                    | ?                                  | AD Atlante                                             | Ver listaAD Atlante CD 11 Municipal                                                      |  |
| 1970-71        | Excélsior FC (1)                  | CD Municipal Limeño (1)            | Excélsior FC                                           | CD Universidad Centroamericana                                                           |  |
| 1971-72        | CD 11 Municipal (2)               | CD Luis Ángel Firpo (3)            | 11 Municipal                                           | CD Adler San Nicolás                                                                     |  |
| 1972-73        | Independiente FC (1)              | CD Platense (1)                    | Independiente FC                                       | Excélsior FC                                                                             |  |
| 1973-74        | CD Dragón (1)                     | CD Luis Ángel Firpo (4)            | Dragón                                                 | Sonsonate FC                                                                             |  |
| 1974-75        | El Super Barato ? (2)             | Sonsonate FC (7)                   | El Super Barato                                        | Ver listaCD Juventud Olímpica CD Municipal Limeño                                        |  |
| 1975-76        | CD Fuerte Aguilares (1)           | CD Dragón (1)                      | CD Fuerte Aguilares                                    | CD Fuerte Aguilares                                                                      |  |
| 1976-77        | CD 11 Lobos (1)                   | CD Salvadoreño (1)                 | CD 11 Lobos                                            | No hubo                                                                                  |  |
| 1977-78        | CD Dragón (2)                     | CD Chalatenango (1)                | CD Dragón                                              | Ver listaCD Juventud Olímpica Sonsonate FC                                               |  |
| 1978-79        | CD Chalatenango (1)               | CD Municipal Limeño (2)            | CD Chalatenango                                        | Ver listaCD 11 Municipal CD Universidad de El Salvador                                   |  |
| 1979-80        | CD 11 Lobos (2)                   | CD Adler San Nicolás (2)           | CD 11 Lobos                                            | Ver listaCD Dragón CD Platense                                                           |  |
| 1980-81        | CD 11 Lobos (3)                   | CD Universidad de El Salvador (1)  | CD Universidad de El Salvador                          | No hubo                                                                                  |  |
| 1981-82        | CD Troya (2)                      | Sonsonate FC (8)                   | CD Troya                                               | Ver listaCD Luis Ángel Firpo CD Santiagueño                                              |  |
| 1982-83        | CD Salvadoreño (1)                | CD Municipal Limeño (3)            | CD Salvadoreño                                         | ADET                                                                                     |  |
| 1983-84        | Metapán (1)                       | CESSA (1)                          | CESSA                                                  | Independiente FC                                                                         |  |
| 1984-85        | ALBA Acajutla (1)                 | CD Dragón (2)                      | ALBA Acajutla                                          | No hubo                                                                                  |  |
| 1985-86        | Metapán (2)                       | Sonsonate FC (9)                   | Cojutepeque FC                                         | Ver listaCD Marte Soyapango CD Universidad de El Salvador CD Universidad Centroamericana |  |
| 1986-87        | ADET (1)                          | CD Municipal Limeño (4)            | {ADET                                                  | CD 11 Lobos                                                                              |  |
| 1987-88        | Cojutepeque FC (1)                | CD Dragón (3)                      | Dragón                                                 | ADET                                                                                     |  |
| 1988-89        | CD Chalatenango (2)               | CD Universidad Centroamericana (1) | CD Chalatenango                                        | CD Chalatenango                                                                          |  |
| 1989-90        | CD Dragón (3)                     | CD Municipal Limeño (5)            | CD Fuerte San Francisco                                | CD Dragón                                                                                |  |
| 1990-91        | Municipal Limeño (1)              | Baygon (1)                         | Baygon                                                 | Metapán                                                                                  |  |
| 1991-92        | Fuerte San Francisco (1)          | Universidad de El Salvador (2)     | Apaneca                                                | Fuerte San Francisco                                                                     |  |
| 1992-93        | Municipal Limeño (2)              | Metapán (1)                        | Municipal Limeño                                       | Apaneca                                                                                  |  |
| 1993-94        | El Roble (1)                      | ADO (1)                            | El Roble                                               | Cojutepeque                                                                              |  |
| 1994-95        | Apaneca (1)                       | Huracán (1)                        | Dragón                                                 | Tiburones                                                                                |  |
| 1995-96        | Tiburones (3)                     | Atlético Balboa (1)                | 11 Lobos                                               | 11 Lobos                                                                                 |  |
| 1996-97        | 11 Lobos (4)                      | Tiburones (10)                     | Sonsonate                                              |                                                                                          |  |
| 1997-98        | CD El Roble (2)                   | Metapán (2)                        | CD El Roble                                            |                                                                                          |  |
| 1998-99        | Atlético Balboa (1)               | CD Santiagueño (1)                 | Atlético Balboa                                        | Sonsonate FC                                                                             |  |
| 1999-2000      | Tiburones FC (4)                  | Metapán (3)                        | CD Juventud Olímpica                                   | Atlético Balboa                                                                          |  |
| 1999-2000      | CD Juventud Olímpica (1)          | Atlético Balboa (2)                | CD Juventud Olímpica                                   | Atlético Balboa                                                                          |  |
| 2000-01        | San Luis (1)                      | Coca-Cola FC (1)                   | AD Isidro Metapán                                      | San Luis                                                                                 |  |
| 2000-2001      | AD Isidro Metapán (3)             | San Luis (1)                       | AD Isidro Metapán                                      | San Luis                                                                                 |  |
| 2001-02        | CD Titán (1)                      | CD Marte Soyapango (1)             | CD Arcense                                             | CD Atlético Marte                                                                        |  |
| 2001-2002      | CD Arcense (1)                    | Atlético Chaparrastique (1)        | CD Arcense                                             | CD Atlético Marte                                                                        |  |
| 2002-03        | CD La Asunción (1)                | CD Atlético Marte (1)              | CD Chalatenango                                        | CD Dragón                                                                                |  |
| 2002-2003      | CD Chalatenango (3)               | CD Dragón (4)                      | CD Chalatenango                                        | CD Dragón                                                                                |  |
| 2003-04        | CD Salvadoreño (2)                |                                    | CD 11 Municipal CD 11 Lobos                            | CD Arcense CD Chalatenango                                                               |  |
| 2003-2004      | CD 11 Municipal (3)               | CD 11 Lobos (1)                    | CD 11 Municipal CD 11 Lobos                            | CD Arcense CD Chalatenango                                                               |  |
| 2004-05        | Atlético Chaparrastique (1)       | CD Arcense (1)                     | CD Vista Hermosa Coca-cola                             | CD 11 Lobos CD Municipal Limeño                                                          |  |
| 2004-2005      | CD Vista Hermosa (1)              | Coca-cola (2)                      | CD Vista Hermosa Coca-cola                             | CD 11 Lobos CD Municipal Limeño                                                          |  |
| 2005-06        | UD Nacional 1906 (1)              | CD Municipal Limeño (7)            | UD Nacional 1906                                       | Atlético Balboa                                                                          |  |
| 2006-07        | Nejapa FC (1)                     | CD Juventud Independiente (1)      | Nejapa FC                                              | Independiente Nacional 1906                                                              |  |
| Temporada      | Campeón                           | Subcampeón                         | Ascendido(s) a la Primera División                     | Descendido(s) de la Primera División                                                     |  |
| Torneos cortos |                                   |                                    |                                                        |                                                                                          |  |
| Apertura 2007  | CD Atlético Balboa (2)            | CD Juventud Independiente (2)      | CD Atlético Balboa CD Juventud Independiente           | CD Once Municipal                                                                        |  |
| Clausura 2008  | CD Juventud Independiente (1)     | CD Atlético Balboa (4)             | CD Atlético Balboa CD Juventud Independiente           | CD Once Municipal                                                                        |  |
| Apertura 2008  | CD Atlético Marte (1)             | CD Municipal Limeño (8)            | CD Atlético Marte                                      | CD Juventud Independiente                                                                |  |
| Clausura 2009  | A.F.I.-El Roble (3)               | CD Marte Soyapango (2)             | CD Atlético Marte                                      | CD Juventud Independiente                                                                |  |
| Apertura 2009  | CD Once Municipal (4)             | A.D.I. FC (1)                      | Ver lista CD Once Municipal CD U.E.S.                  | Ver lista Nejapa FC CD Municipal Limeño                                                  |  |
| Clausura 2010  | CD U.E.S. (2)                     | CD Fuerte Aguilares (1)            | Ver lista CD Once Municipal CD U.E.S.                  | Ver lista Nejapa FC CD Municipal Limeño                                                  |  |
| Apertura 2010  | CD Titán (2)                      | CD Juventud Independiente (3)      | CD Juventud Independiente                              | CD Atlético Balboa                                                                       |  |
| Clausura 2011  | CD Juventud Independiente (2)     | CD Once Lobos (2)                  | CD Juventud Independiente                              | CD Atlético Balboa                                                                       |  |
| Apertura 2011  | CD Titán (3)                      | CD Marte Soyapango (3)             | Santa Tecla FC                                         | CD Vista Hermosa                                                                         |  |
| Clausura 2012  | Santa Tecla FC (1)                | CD Brasilia (1)                    | Santa Tecla FC                                         | CD Vista Hermosa                                                                         |  |
| Apertura 2012  | Ciclón del Golfo (1)              | Turín FESA (1)                     | CD Dragón                                              | CD Once Municipal                                                                        |  |
| Clausura 2013  | Dragón (4)                        | Ciclón del Golfo (1)               | CD Dragón                                              | CD Once Municipal                                                                        |  |
| Apertura 2013  | Pasaquina (1)                     | CD Once Lobos (3)                  | Pasaquina FC                                           | CD Luis Ángel Firpo                                                                      |  |
| Clausura 2014  | CD 11 Lobos (5)                   | CD Brasilia (2)                    | Pasaquina FC                                           | CD Luis Ángel Firpo                                                                      |  |
| Apertura 2014  | CD Guadalupano (1)                | CD Marte Soyapango (4)             | Ver lista Sonsonate FC CD Atlético Marte               | No hubo descenso                                                                         |  |
| Clausura 2015  | Real Destroyer FC (1)             | CD El Roble (1)                    | Ver lista Sonsonate FC CD Atlético Marte               | No hubo descenso                                                                         |  |
| Apertura 2015  | CD Municipal Limeño (3)           | CD Fuerte San Francisco (1)        | Ver lista CD Municipal Limeño CD Luis Ángel Firpo      | CD Atlético Marte                                                                        |  |
| Clausura 2016  | CD Municipal Limeño (4)           | CD Atlético Comalapa (1)           | Ver lista CD Municipal Limeño CD Luis Ángel Firpo      | CD Atlético Marte                                                                        |  |
| Apertura 2016  | Independiente FC (3)              | Turín FESA (2)                     | CD Audaz                                               | Universidad de El Salvador                                                               |  |
| Clausura 2017  | CD Audaz (1)                      | Independiente FC (1)               | CD Audaz                                               | Universidad de El Salvador                                                               |  |
| Apertura 2017  | Jocoro FC (1)                     | CD El Roble (2)                    | Jocoro FC                                              | Dragón                                                                                   |  |
| Clausura 2018  | Jocoro FC (2)                     | Brujos de Izalco (1)               | Jocoro FC                                              | Dragón                                                                                   |  |
| Apertura 2018  | CD El Vencedor (1)                | CD Platense (2)                    | Ver lista CD El Vencedor 11 Deportivo FC Independiente | CD Luis Ángel Firpo                                                                      |  |
| Clausura 2019  | San Pablo Municipal (1)           | CD Platense (3)                    | Ver lista CD El Vencedor 11 Deportivo FC Independiente | CD Luis Ángel Firpo                                                                      |  |
| Apertura 2019  | CD Platense (1)                   | CD Racing Júnior (1)               | Ver lista CD Atlético Marte CD Luis Ángel Firpo        | CD Dragón                                                                                |  |
| Clausura 2020  | No Hubo Torneo Cancelado          | No Hubo                            | Ver lista CD Atlético Marte CD Luis Ángel Firpo        | CD Dragón                                                                                |  |
| Apertura 2020  | CD Platense (2)                   | AD Destroyer (1)                   | CD Platense                                            | Sonsonate FC                                                                             |  |
| Clausura 2021  | AD Destroyer (2)                  | CD Platense (4)                    | CD Platense                                            | Sonsonate FC                                                                             |  |
| Apertura 2021  | AD Municipal (1)                  | CD Cacahuatique (1)                | CD Dragón                                              | CD Municipal Limeño                                                                      |  |
| Clausura 2022  | CD Dragón (5)                     | AD Internacional (1)               | CD Dragón                                              | CD Municipal Limeño                                                                      |  |
| Apertura 2022  | CD Fuerte San Francisco (2)       | AD Destroyer (2)                   | Ver lista CD Fuerte San Francisco CD Municipal Limeño  | CD Chalatenango                                                                          |  |
| Clausura 2023  | CD Titán (4)                      | CD Atlético Balboa (5)             | Ver lista CD Fuerte San Francisco CD Municipal Limeño  | CD Chalatenango                                                                          |  |
| Apertura 2023  | CD Titán (5)                      | CD Cacahuatique (2)                | CD Cacahuatique                                        | Santa Tecla FC                                                                           |  |
| Clausura 2024  | CD Cacahuatique (1)               | Tiburones FC (11)                  | CD Cacahuatique                                        | Santa Tecla FC                                                                           |  |
| Apertura 2024  | Zacatecoluca FC (1)               | CD Fuerte Aguilares (2)            | Zacatecoluca FC                                        | No hubo descenso                                                                         |  |
| Clausura 2025  | Zacatecoluca FC (2)               | CD Fuerte Aguilares (3)            | Zacatecoluca FC                                        | No hubo descenso                                                                         |  |
| Apertura 2025  | TBD                               | TBD                                | TBD                                                    | TBD                                                                                      |  |
| Clausura 2026  | TBD                               | TBD                                | TBD                                                    | TBD                                                                                      |  |

## Títulos por equipo
| Club                           | Títulos | Subtítulos | Años campeón                                     | Años subcampeón                                                                                    |
| ------------------------------ | ------- | ---------- | ------------------------------------------------ | -------------------------------------------------------------------------------------------------- |
| CD Dragón                      | 5       | 4          | 1973-74, 1977-78, 1989-90, Cl. 2013, Cl. 2022    | 1975-76, 1984-85, 1987-88, Cl. 2003                                                                |
| CD 11 Lobos                    | 5       | 3          | 1976-77, 1979-80, 1980-81, 1996-97, Cl. 2014     | Cl. 2004, Cl. 2011, Ap. 2013                                                                       |
| CD Titán                       | 5       | 0          | Ap. 2001, Ap. 2010, Ap. 2011, Cl. 2023, Ap. 2023 | |
| Leones FC                      | 4       | 11         | 1954-55, 1966-67, 1995-96, Ap. 1999              | 1950-51, 1951-52, 1952-53, 1958-59, 1964-55, 1968-69, 1974-75, 1981-82, 1985-86, 1996-97, Cl. 2024 |
| CD Municipal Limeño            | 4       | 8          | 1990-91, 1992-93, Ap. 2015, Cl. 2016             | 1970-71, 1978-79, 1982-83, 1987-88, 1988-89, Ap. 2004, Cl. 2007, Ap. 2010                          |
| CD 11 Municipal                | 4       | 2          | 1959-60, 1971-72, Cl. 2004, Ap. 2009             | 1956-57, 1962-63                                                                                   |
| Luis Ángel Firpo               | 3       | 4          | 1960-61, 1965-66, 1967-68                        | 1957-58, 1961-62, 1963-64, 1971-72                                                                 |
| AD Isidro Metapán              | 3       | 3          | 1983-84, 1985-86, Cl. 2001                       | 1992-93, 1997-98, Ap. 1999                                                                         |
| CD El Roble                    | 3       | 2          | 1993-94, 1997-98, Cl. 2009                       | Cl. 2015, Ap. 2017                                                                                 |
| AD Atlante                     | 3       | 1          | 1951-52, 1958-59, 1969-70                        | 1967-68                                                                                            |
| CD Chalatenango                | 3       | 1          | 1978-79, 1988-89, Cl. 2003                       | 1977-78                                                                                            |
| Independiente FC               | 3       | 1          | 1972-73, Cl. 2006, Ap. 2016                      | Cl. 2017                                                                                           |
| Atlético Balboa                | 2       | 5          | Cl. 1999, Ap. 2007                               | 1995-96, Cl. 2000, Cl. 2007, Cl. 2008, Cl. 2023                                                    |
| CD Platense                    | 2       | 4          | Ap. 2019, Ap. 2020                               | 1972-73, Ap. 2018, Cl. 2019, Cl. 2021                                                              |
| CD Juventud Independiente      | 2       | 3          | Cl. 2008, Cl. 2011                               | Ap. 2006, Ap. 2007, Ap. 2010.                                                                      |
| Quequeisque FC                 | 2       | 2          | 1957-58, 1964-65                                 | 1959-60, 1966-67                                                                                   |
| Universidad de El Salvador     | 2       | 2          | 1962-63, Cl. 2010                                | 1980-81, 1991-92                                                                                   |
| AD Destroyer                   | 2       | 2          | Cl. 2015, Cl. 2021                               | Ap. 2020, Ap. 2022                                                                                 |
| H-13                           | 2       | 1          | 1950-51, 1952-53                                 | 1953-54                                                                                            |
| CD Salvadoreño                 | 2       | 1          | 1982-83, Ap. 2003                                | 1976-77                                                                                            |
| CD Universidad Centroamericana | 2       | 1          | 1968-69, 1981-82                                 | 1988-89                                                                                            |
| CD Fuerte San Francisco        | 2       | 1          | 1991-92, Ap. 2022                                | Ap. 2015                                                                                           |
| Jocoro FC                      | 2       | 0          | Ap. 2017, Cl. 2018.                              | |
| Nejapa FC                      | 2       | 0          | Ap. 2006, Cl. 2007                               | |
| Zacatecoluca FC                | 2       | 0          | Ap. 2024, Cl. 2025                               | |
| CD Fuerte Aguilares            | 1       | 3          | 1975-76                                          | Cl. 2010, Ap. 2024, Cl. 2025                                                                       |
| CD Adler San Nicolás           | 1       | 2          | 1963-64                                          | 1965-66, 1979-80                                                                                   |
| ADET                           | 1       | 1          | 1986-87                                          | 1990-91                                                                                            |
| CD Arcense                     | 1       | 1          | Cl. 2002                                         | Ap. 2004                                                                                           |
| Atlético Chaparrastique        | 1       | 1          | Ap. 2004                                         | Cl. 2002                                                                                           |
| CD Atlético Marte              | 1       | 1          | Ap. 2008                                         | Ap. 2002                                                                                           |
| Ciclón del Golfo               | 1       | 1          | Ap. 2013                                         | Cl. 2014                                                                                           |
| San Luis                       | 1       | 1          | Ap. 2000                                         | Cl. 2001                                                                                           |
| Santa Anita                    | 1       | 1          | 1956-57                                          | 1960-61                                                                                            |
| Asturias Municipal             | 1       | 0          | 1953-54                                          | |
| Águila                         | 1       | 0          | 1958-59                                          | |
| Troya                          | 1       | 0          | 1965-66                                          | |
| ANTEL                          | 1       | 0          | 1974-75                                          | |
| ALBA Acajutla                  | 1       | 0          | 1984-85                                          | |
| Cojutepeque FC                 | 1       | 0          | 1987-88                                          | |
| Apaneca FC                     | 1       | 0          | 1994-95                                          | |
| CD El Vencedor                 | 1       | 0          | Ap. 2018                                         | |
| Excélsior FC                   | 1       | 0          | 1970-71                                          | |
| CD Guadalupano                 | 1       | 0          | Ap. 2014                                         | |
| CD Juventud Olímpica           | 1       | 0          | Cl. 2000                                         | |
| CD La Asunción                 | 1       | 0          | Ap. 2002                                         | |
| Pasaquina FC                   | 1       | 0          | Ap. 2013                                         | |
| CD San Pablo Municipal         | 1       | 0          | Cl. 2019                                         | |
| TACA                           | 1       | 0          | Ap. 2005                                         | |
| Telecomunicaciones             | 1       | 0          | 1961-62                                          | |
| AD Municipal                   | 1       | 0          | Ap. 2021                                         | |